# Glaneck
Das Glaneck ist ein 2262 m ü. A. hoher Berg in der Obersteiermark, der zu den Seckauer Tauern gehört und auf der Grenze zwischen den Gemeinden Gaal und Pölstal liegt. Der Gipfel liegt nördlich des Lahnecks und südlich des Kesselecks.

## Touristische Bedeutung
Das Glaneck wird bei Routen als Zwischenetappe für Wanderungen zu nördlich davon gelegenen Gipfeln, wie dem Amachkogel und dem Kesseleck, angegeben. Eine Wanderung vom Sommertörl zum Amachkogel führt beispielsweise über das Glaneck; mit Hin- und Rückweg dauert sie neuneinhalb Stunden bei einer Länge von gut 20 Kilometern.
Am Glaneck und den umliegenden Gipfeln ist eine gute Fernsicht möglich, so sind der Sonntagkogel, die Planspitze, der Pletzen, der Ringkogel, und das Lachtalgebiet mit dem Tauernwindpark sichtbar.